# 팔원수
팔원수(八元數, 영어: octonion 옥토니언[*]) 또는 케일리 수(영어: Cayley number)는 유일한 8차원 비가환 비결합 노름 나눗셈 대수이다.

## 정의
팔원수 대수는 실수체 위의 8차원의 유일한 노름 나눗셈 대수이다. 그 기저를 {\displaystyle 1,e_{1},e_{2},\dots ,e_{7}}이라고 잡으면, 팔원수의 곱셈표는 다음과 같다.:Table 1
| a╲b | e1  | e2  | e3  | e4  | e5  | e6  | e7  |
| --- | --- | --- | --- | --- | --- | --- | --- |
| e1  | −1  | +e4 | +e7 | −e2 | +e6 | −e5 | −e3 |
| e2  | −e4 | −1  | +e5 | +e1 | −e3 | +e7 | −e6 |
| e3  | −e7 | −e5 | −1  | +e6 | +e2 | −e4 | +e1 |
| e4  | +e2 | −e1 | −e6 | −1  | +e7 | +e3 | −e5 |
| e5  | −e6 | +e3 | −e2 | −e7 | −1  | +e1 | +e4 |
| e6  | +e5 | −e7 | +e4 | −e3 | −e1 | −1  | +e2 |
| e7  | +e3 | +e6 | −e1 | +e5 | −e4 | −e2 | −1  |

팔원수는 사원수 대수에 케일리-딕슨 구성을 가하여 얻어진다.
팔원수 곱셈은 다음과 같은 성질들을 만족시킨다.:§2 여기서 {\displaystyle e_{i}}의 첨자 {\displaystyle i}는 유한체 {\displaystyle \mathbb {F} _{7}}의 원소로 해석한다.
- (반대칭성) {\displaystyle e_{i}e_{j}={\begin{cases}-1&i=j\\-e_{j}e_{i}&i\neq j\end{cases}}}
- (사원수 부분 대수) 만약 {\displaystyle e_{i}e_{j}=e_{k}}라면, {\displaystyle \{\pm 1,\pm e_{i},\pm e_{j},\pm e_{k}\}}는 사원수군을 이룬다. 즉, {\displaystyle e_{j}e_{k}=e_{i}}이며 {\displaystyle e_{k}e_{i}=e_{j}}이다.
- (첨자의 순환성) 만약 {\displaystyle e_{i}e_{j}=\pm e_{k}}라면, {\displaystyle e_{i+1}e_{j+1}=\pm e_{k+1}}
- (첨자 2배 항등식) 만약 {\displaystyle e_{i}e_{j}=\pm e_{k}}라면, {\displaystyle e_{2i}e_{2j}=\pm e_{2k}}

{\displaystyle \mathbb {F} _{7}}에서 {\displaystyle 2^{3}=8\equiv 1{\pmod {7}}}이므로, 첨자 2배 항등식은 팔원수 대수의 {\displaystyle \mathbb {Z} /3} 대칭을 정의한다.

### 파노 평면 표현
팔원수의 곱셈은 다음과 같이 파노 평면 {\displaystyle \mathbb {P} _{\mathbb {F} _{2}}^{2}}(2차 유한체 {\displaystyle \mathbb {F} _{2}} 위의 사영 평면)으로 나타낼 수 있다.:§2
여기서, 같은 직선 위에 놓인 세 점 {\displaystyle (e_{i},e_{j},e_{k})}은 사원수군을 생성한다. 즉, {\displaystyle e_{i}e_{j}=e_{k}}이다. 파노 평면의 시계 방향 120° 회전 대칭은 팔원수의 첨자 2배 항등식에 의한 자기 동형 {\displaystyle e_{i}\mapsto e_{2i}}을 나타낸다.

### 7차원 벡터곱
벡터의 스칼라곱은 임의의 차원에서 정의되지만, 벡터곱은 3차원과 7차원에서만 정의될 수 있다. (1차원의 "벡터곱"은 값이 항상 0인 상수 함수이다.) 3차원 벡터의 벡터곱은 잘 알려져 있으며, 사원수의 존재를 가능케 한다. 마찬가지로, 7차원 벡터의 벡터곱의 존재는 팔원수의 존재와 관련있다.
팔원수를 실수 (스칼라) 성분 {\displaystyle a}와 7차원 허수 (벡터) 성분 {\displaystyle \mathbf {v} }의 합으로 나타내자. 그렇다면, 팔원수의 곱은 다음과 같다.
{\displaystyle (a+\mathbf {u} )(b+\mathbf {v} )=(ab-\mathbf {u} \cdot \mathbf {v} )+(a\mathbf {v} +b\mathbf {u} +\mathbf {u} \times \mathbf {v} )}
이는 사원수의 곱과 같은 꼴이지만, 3차원 벡터의 스칼라곱 · 벡터곱 대신 7차원 벡터의 스칼라곱 · 벡터곱을 사용한다.
7차원 벡터의 벡터곱은 3차원 벡터곱과 마찬가지로 다음과 같은 성질들을 만족시킨다.
{\displaystyle \mathbf {u} \cdot (\mathbf {u} \times \mathbf {v} )=(\mathbf {u} \times \mathbf {v} )\cdot \mathbf {v} =0}
{\displaystyle \|\mathbf {u} \times \mathbf {v} \|=\|\mathbf {u} \|^{2}\|\mathbf {v} \|^{2}-(\mathbf {u} \cdot \mathbf {v} )^{2}=\|\mathbf {u} \|\|\mathbf {v} \|\sin \angle (\mathbf {u} ,\mathbf {v} )}
{\displaystyle \mathbf {u} \times \mathbf {v} =-\mathbf {v} \times \mathbf {u} }
{\displaystyle \mathbf {u} \cdot (\mathbf {v} \times \mathbf {w} )=\mathbf {v} \cdot (\mathbf {w} \times \mathbf {u} )=\mathbf {w} \cdot (\mathbf {u} \times \mathbf {v} )}
그러나 3차원 벡터곱과 달리, 7차원 벡터의 3중 스칼라곱 {\displaystyle -\cdot (-\times -)}은 3×3 행렬식으로 나타낼 수 없다. 또한, 벡터 3중곱에 대한 다음 항등식들이 3차원에서는 성립하지만, 7차원에서는 성립하지 않는다.
- (벡터 3중곱 항등식) {\displaystyle \mathbf {u} \times (\mathbf {v} \times \mathbf {w} )=(\mathbf {u} \cdot \mathbf {w} )\mathbf {v} -(\mathbf {u} \cdot \mathbf {v} )\mathbf {w} }
- (야코비 항등식) {\displaystyle \mathbf {u} \times (\mathbf {v} \times \mathbf {w} )+\mathbf {v} \times (\mathbf {w} \times \mathbf {u} )+\mathbf {w} \times (\mathbf {u} \times \mathbf {v} )=0}

야코비 항등식의 실패에 따라, 7차원 벡터곱은 리 대수의 리 괄호를 정의하지 않는다. (그러나 이는 리 대수보다 약한 개념인 말체프 대수(영어: Mal’cev algebra)를 이룬다.)

## 성질
팔원수 대수의 곱셈은 교환 법칙과 결합 법칙을 따르지 않는다. 그러나 팔원수 대수는 실수체 위의 교대 대수이다. 즉, 다음 항등식이 성립한다.
{\displaystyle x(xy)=x^{2}y}
{\displaystyle (yx)x=yx^{2}}
팔원수 대수는 나눗셈 대수이다. 즉, 모든 원소는 역원을 갖는다. 따라서, 0이 아닌 팔원수들은 곱셈에 대하여 무팡 고리를 이룬다.

### 노름과 켤레
팔원수의 노름(영어: norm)은 다음과 같다.
{\displaystyle |\cdot |\colon \mathbb {O} \to \mathbb {R} _{\geq 0}}
{\displaystyle |a_{0}+a_{1}e_{1}+\cdots +a_{7}e_{7}|={\sqrt {a_{0}^{2}+a_{1}^{2}+\cdots +a_{7}^{2}}}}
이에 따라, 팔원수 대수는 실수체 위의 노름 나눗셈 대수를 이룬다.
주어진 팔원수의 켤레(영어: conjugate)는 허수 성분의 부호를 바꾸는 {\displaystyle \mathbb {R} }-선형 변환이다.
{\displaystyle {\bar {}}\colon \mathbb {O} \to \mathbb {O} }
{\displaystyle {\overline {a_{0}+a_{1}e_{1}+\cdots +a_{7}e_{7}}}=a_{0}-a_{1}e_{1}-\cdots -a_{7}e_{7}}
그렇다면, 임의의 팔원수 {\displaystyle a,b\in \mathbb {O} }에 대하여 다음 항등식이 성립한다.
{\displaystyle a{\bar {a}}={\bar {a}}a=|a|^{2}}
{\displaystyle |ab|=|a||b|}
두 번째 항등식은 데겐의 여덟 제곱수 항등식과 같다.

### 자기 동형
팔원수의 집합 {\displaystyle \mathbb {O} }를 곱셈 연산 {\displaystyle \mathbb {O} \times \mathbb {O} \to \mathbb {O} }가 갖추어진 8차원 실수 벡터 공간으로 간주하여, 곱셈을 보존하는 자기 동형군 {\displaystyle \operatorname {Aut} (\mathbb {O} )}을 생각할 수 있다. 이는 단순 리 군 G2의 콤팩트 형식과 같다.

## 역사
1818년 10월 7일에 덴마크의 수학자 카를 페르디난 데겐(덴마크어: Carl Ferdinand Degen, 1766~1825)은 데겐의 여덟 제곱수 항등식을 발견하였다. 이는 팔원수의 노름이 팔원수 곱셈과 호환된다는 것과 같다.
1843년 10월 6일에 윌리엄 로언 해밀턴은 사원수를 발견하였고, 다음날에 이 발견에 대하여 친구인 아일랜드의 수학자 존 토머스 그레이브스(영어: John Thomas Graves, 1806~1870)에게 편지로 적어 보냈다. 같은 해 크리스마스 경에 그레이브스는 사원수를 확장하려는 시도 끝에 데겐의 여덟 제곱수 항등식을 재발견하였고, 이를 기반으로 한 팔원수를 고안하였다. 그레이브스는 팔원수를 "옥타브"(영어: octave)라고 명명하였다. 그레이브스는 이 발견을 윌리엄 로언 해밀턴에게 서편으로 거론하였으나, 대외적으로 발표하지 않았다.
해밀턴은 사원수의 발견을 1844년에 대외적으로 발표하였고, 곧 아서 케일리가 1845년에 독립적으로 팔원수를 발견하여 발표하였다. 이 논문은 타원 함수에 대한 내용이었는데, 거의 모두가 틀린 내용이었지만 맨 끝에 부록으로 적은 팔원수에 대한 내용만은 옳았다.:§1 이를 보고 그레이브스는 같은 저널 다음 호에 부랴부랴 자신의 팔원수에 대한 논문을 수록시켰지만, 팔원수는 "케일리 수"라는 이름으로 알려지게 되었다.

## 같이 보기
- 사원수
- 케일리-딕슨 구성
- G₂
- 파노 평면
- 요르단 대수